# 교황 비오 3세
교황 비오 3세(라틴어: Pius PP. III, 이탈리아어: Papa Pio III, 1439년 5월 29일 ~ 1503년 10월 18일)는 제215대 교황(재위: 1503년 9월 22일 ~ 1503년 10월 18일)이다. 본명은 프란체스코 토데스키니 피콜로미니(Francesco Todeschini Piccolomini)이다. 너무 짧은 26일이라는 재위기간 때문에 교황으로서 특별한 업적이 없다. 232대 교황 레오 11세(재위 1605년 4월 1일 ~ 1605년 4월 27일)가 27일이라는 임기로 인해 '번갯불 교황'이라는 별칭이 있는데 교황 비오 3세는 '원조 번갯불 교황'이라 할만하다.

## 이력
1439년 5월 9일 시에나에서 난노 토데스키니(Nanno Todeschini)와 라오다미아 피콜로미니(Laodamia Piccolomini)의 아들로 태어났다. 그의 어머니 라오다미아는 훗날 교황 비오 2세가 되는 에네아 실비오 피콜로미니의 누이이다. 프란체스코는 외가인 피콜로미니라는 이름과 피콜로미니 가문의 문장을 사용하는 것이 허용되었는데, 추측컨대 어렸을 때 삼촌인 에네아 실비오의 집안에 들어가게 된 것으로 보인다. 한편, 그의 동생 안토니오는 교황 비오 2세의 재위기간 중에 아말피의 공작으로 임명되었다. 프란체스코는 일찍이 페루자 대학교에서 법학을 공부하여 박사 학위를 받았으며, 1460년 교황 비오 2세에 의해 시에나 교구의 대주교로 수품되었다. 그리고 같은 해 3월 5일에는 산 에우스타치오 성당의 부제급 추기경에 서임되었다. 몇달 후에 비오 2세는 피콜로미니 추기경에게 경험 많은 마르시코의 주교를 조언자로 붙여주고 안코나에 교황 특사로 파견하였다. 프란체스코는 학구적이고 능력이 뛰어난 인물임을 증명해 보였다. 또한, 그의 사생활은 건전하고 예의가 바르고 교양이 있었다.
피콜로미니 추기경은 1464년 교황 바오로 2세(1464–1471)가 선출된 콘클라베에는 참석하였지만, 1471년 교황 식스토 4세(1471–1484)가 선출된 콘클라베에는 불참하였다. 피콜로미니 추기경은 교황의 사절로서 다른 나라로 종종 파견되곤 하였다. 바오로 2세 때에는 신성 로마 제국의 레겐스부르크 회의에 파견되었으며, 식스토 4세 때에는 움브리아에서 교회의 권위가 회복됨에 따라 그곳에 파견되었다. 피콜로미니 추기경은 1484년 교황 인노첸시오 8세가 선출된 콘클라베와 1492년 교황 알렉산데르 6세가 선출된 콘클라베에 참석하였다. 1497년 알렉산데르 6세는 사생아 가운데 한 사람인 후안 보르자가 살해당하자 (비록 단기간에 끝났지만) 교황청 개혁에 착수하였는데, 피콜로미니 추기경도 여기에 동참하였다.
피콜로미니 추기경은 자신의 삼촌 비오 2세가 소싯적에 집필한 각종 인본주의 서적들을 소장할 목적으로 시에나 대성당으로 들어가는 입구에 도서관을 하나 세웠다. 그리고 화가 핀투리키오를 고용하여 도서관으로 통하는 통로의 천장에 프레스코화로 장식하였다. 그리고 벽 면에는 교황 비오 2세의 생애를 서술하는 형식으로 묘사한 그림들을 일렬로 배치하였다.

## 교황

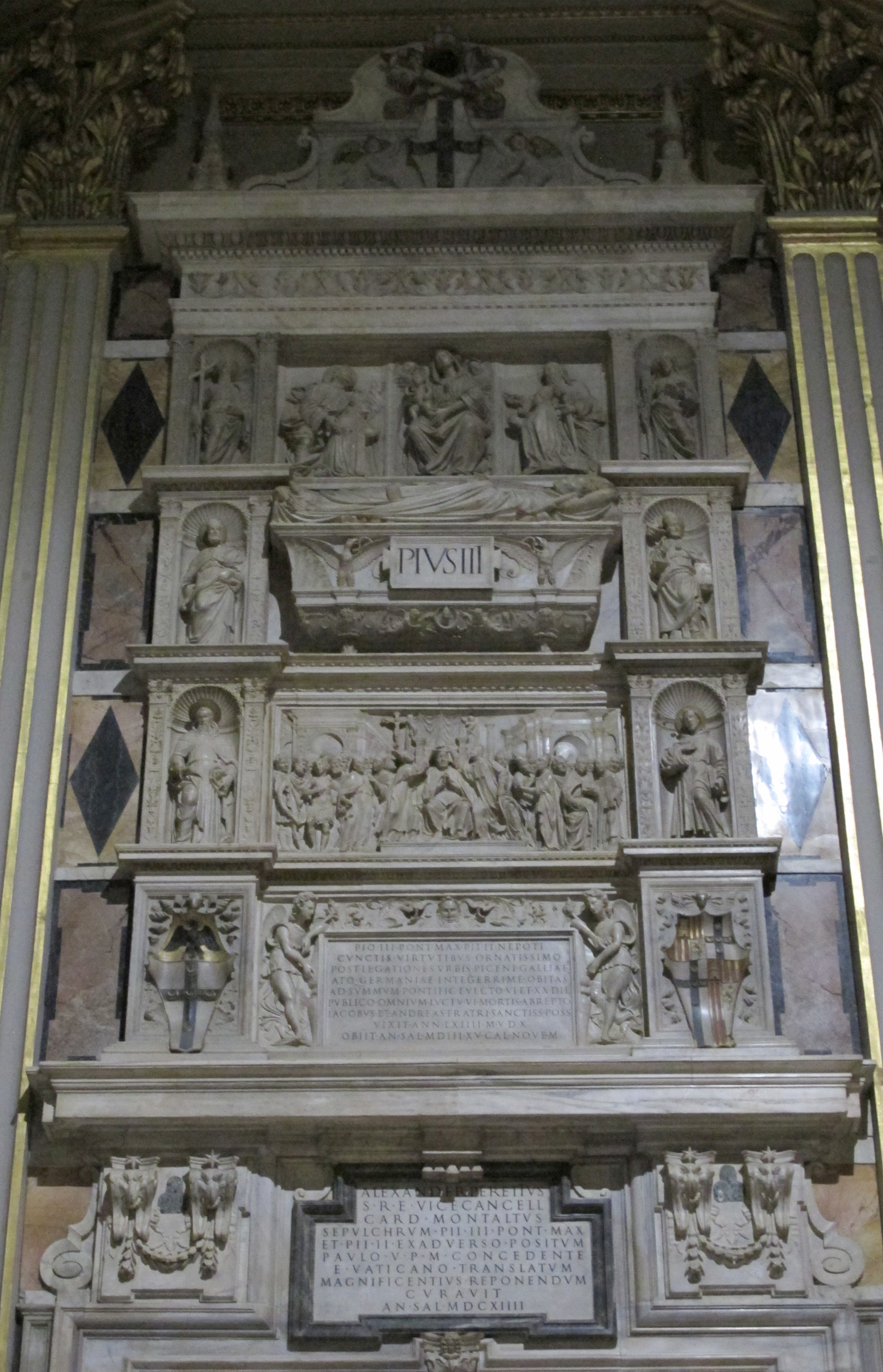
교황 비오 3세의 무덤

알렉산데르 6세가 선종하면서 찾아온 극도의 혼란 와중에 체사레 보르자는 휘하의 사병들을 동원하여 후임 교황을 선출하는 콘클라베를 장악하여 자신의 뜻대로 이끌려고 시도하였다. 그러자 모든 로마 주재 외국 대사들이 콘클라베가 외부의 어떠한 간섭 없이 독립적으로 진행되도록 하자는데 의견을 모으고 체사레 보르자에게 압력을 행사하여 그를 로마에서 물러나게끔 만들었다. 그리고 1503년 9월 22일 피콜로미니 추기경이 새 교황으로 선출되었다. 그는 자신의 교황으로서의 이름을 삼촌 비오 2세를 계승하여 비오 3세라고 명명하였다. 보르자 가문과 델라 로베레 가문 중 어느 쪽에도 속해 있지 않으면서 교황청 안에서 연륜이 있고 유순했던 피콜로미니 추기경이 선정된 것으로 볼 때, 당시 서로 대립하던 보르자파와 델라 로베레파 간에 타협이 이루어졌음을 미루어 짐작할 수 있다.
비오 3세의 교황 즉위식은 1503년 10월 8일에 거행되었는데, 건강이 좋지 않아 몇몇 예식은 생략하였다. 새 교황은 추기경 시노드 설치를 통한 교회의 즉각적인 쇄신 단행, 교회 경비와 재정에 대한 엄격한 개혁 등을 자신의 임기 목표로 삼았다. 그는 체사레 보르자를 동정하여 그의 곤팔로니에레 직함을 재승인하였다. 그러나 그는 10월 13일 통풍으로 자리에 몸져누워 즉위 26일 만인 1503년 10월 18일 선종하였다.
그의 시신은 성 베드로 대성전 안 성 안드레아 경당에 그의 삼촌 비오 2세와 자코모와 안드레아 두 형제들과 나란히 안장되었다. 대성전의 재공사 때, 비오 3세의 무덤은 성 베드로 대성전 지하 묘소로 옮겨졌으며, 그의 유해는 따로 비오 2세와 함께 1614년 알레산드로 다마스체니 페레티 추기경이 만든 산탄드레아 델라 발레 성당의 무덤에 이장되었다.